# Ipseidad
Ipseidad es un término filosófico que suele asociarse a la idea de sí mismo, pero en filosofía se recurre generalmente a él para hacer contrapunto respecto de la noción de mismidad.
En ese contexto, que remarca la dimensión existencial y no la estructural de la esencia, Jean-Paul Sartre plantea en su obra El Ser y la Nada que la ipseidad constituye el circuito que se encuentra entre el ser en sí y el ser para sí. "La reflexión, pues, capta la temporalidad en tanto que ésta se revela como el modo de ser único e incomparable de una ipseidad, es decir, como historicidad", concluye el pensador. 
Esta divergencia entre mismidad e ipseidad continúa manejándose en la filosofía actual, por ejemplo, Paul Ricœur escribe en el prólogo de su obra Sí mismo como otro: "(...)Me ha parecido tan grande el peso de este uso comparativo del término ‹‹mismo››que consideraré, a partir de ahora, la mismidad como sinónimo de la identidad-idem y le opondré la ipseidad por referencia a la identidad-ipse.(...)"
En psicología, por ejemplo, la referencia a la ipseidad alude al reconocimiento de sí mismo en la experiencia.